# All-Star Game de la NBA 2023
El All-Star Game de la NBA de 2023 fue la septuagésima segunda edición del partido de las estrellas de la NBA. Tuvo lugar el 19 de febrero de 2023 en el Vivint Arena de Salt Lake City, Utah, sede de los Utah Jazz. El Team Giannis se impuso al Team LeBron (184-175) y Jayson Tatum fue nombrado MVP.

## All-Star Game

### Jugadores
Los quintetos iniciales del All-Star Game se anunciaron el 26 de enero de 2023, mientras que los reservas se anunciaron el día 2 de febrero. El 10 de febrero se anunciaron los reemplazos para los tres lesionados.
- Cursiva indica el líder en votos por conferencia

| Pos              | Jugador               | Equipo              | N.º de selec.    |
| Quinteto inicial | Quinteto inicial      | Quinteto inicial    | Quinteto inicial |
| ---------------- | --------------------- | ------------------- | ---------------- |
| G                | Donovan Mitchell      | Cleveland Cavaliers | 4                |
| G                | Kyrie Irving          | Brooklyn Nets       | 8                |
| F                | Giannis Antetokounmpo | Milwaukee Bucks     | 7                |
| F                | Kevin Durant          | Brooklyn Nets       | 13               |
| F                | Jayson Tatum          | Boston Celtics      | 4                |
| Reservas         |                       |                     |                  |
| G                | Jaylen Brown          | Boston Celtics      | 2                |
| G                | DeMar DeRozan         | Chicago Bulls       | 6                |
| G                | Tyrese Haliburton     | Indiana Pacers      | 1                |
| G                | Jrue Holiday          | Milwaukee Bucks     | 2                |
| F                | Julius Randle         | New York Knicks     | 2                |
| C                | Bam Adebayo           | Miami Heat          | 2                |
| C                | Joel Embiid           | Philadelphia 76ers  | 6                |
| Reemplazos       |                       |                     |                  |
| F                | Pascal Siakam         | Toronto Raptors     | 2                |

| Pos              | Jugador                 | Equipo                 | N.º de selec.    |
| Quinteto inicial | Quinteto inicial        | Quinteto inicial       | Quinteto inicial |
| ---------------- | ----------------------- | ---------------------- | ---------------- |
| G                | Stephen Curry           | Golden State Warriors  | 9                |
| G                | Luka Dončić             | Dallas Mavericks       | 4                |
| F                | LeBron James            | Los Angeles Lakers     | 19               |
| F                | Zion Williamson         | New Orleans Pelicans   | 2                |
| C                | Nikola Jokić            | Denver Nuggets         | 5                |
| Reservas         |                         |                        |                  |
| G                | Shai Gilgeous-Alexander | Oklahoma City Thunder  | 1                |
| G                | Damian Lillard          | Portland Trail Blazers | 7                |
| G                | Ja Morant               | Memphis Grizzlies      | 2                |
| F                | Paul George             | Los Angeles Clippers   | 8                |
| F                | Jaren Jackson Jr.       | Memphis Grizzlies      | 1                |
| F                | Lauri Markkanen         | Utah Jazz              | 1                |
| C                | Domantas Sabonis        | Sacramento Kings       | 3                |
| Reemplazos       |                         |                        |                  |
| G                | Anthony Edwards         | Minnesota Timberwolves | 1                |
| G                | De'Aaron Fox            | Sacramento Kings       | 1                |

### Equipos
| Pos                                         | Jugador           | Equipo                 |                  |
| Quinteto inicial                            | Quinteto inicial  | Quinteto inicial       | Quinteto inicial |
| ------------------------------------------- | ----------------- | ---------------------- | ---------------- |
| F                                           | LeBron James      | Los Angeles Lakers     |                  |
| F                                           | Nikola Jokić      | Denver Nuggets         |                  |
| C                                           | Joel Embiid       | Philadelphia 76ers     |                  |
| G                                           | Kyrie Irving      | Dallas Mavericks       |                  |
| G                                           | Luka Dončić       | Dallas Mavericks       |                  |
| Reservas                                    |                   |                        |                  |
| F                                           | Anthony Edwards   | Minnesota Timberwolves |                  |
| G                                           | Jaylen Brown      | Boston Celtics         |                  |
| F                                           | Paul George       | Los Angeles Clippers   |                  |
| G                                           | Tyrese Haliburton | Indiana Pacers         |                  |
| F                                           | Julius Randle     | New York Knicks        |                  |
| G                                           | De'Aaron Fox      | Sacramento Kings       |                  |
| F                                           | Jaren Jackson Jr. | Memphis Grizzlies      |                  |
| Entrenador: Michael Malone (Denver Nuggets) |                   |                        |                  |

| Pos                                       | Jugador                 | Equipo                 |                  |
| Quinteto inicial                          | Quinteto inicial        | Quinteto inicial       | Quinteto inicial |
| ----------------------------------------- | ----------------------- | ---------------------- | ---------------- |
| F                                         | Giannis Antetokounmpo   | Milwaukee Bucks        |                  |
| F                                         | Lauri Markkanen         | Utah Jazz              |                  |
| G                                         | Donovan Mitchell        | Cleveland Cavaliers    |                  |
| G                                         | Ja Morant               | Memphis Grizzlies      |                  |
| G                                         | Jayson Tatum            | Boston Celtics         |                  |
| Reservas                                  |                         |                        |                  |
| G                                         | Damian Lillard          | Portland Trail Blazers |                  |
| G                                         | Jrue Holiday            | Milwaukee Bucks        |                  |
| G                                         | Shai Gilgeous-Alexander | Oklahoma City Thunder  |                  |
| G                                         | DeMar DeRozan           | Chicago Bulls          |                  |
| F                                         | Pascal Siakam           | Toronto Raptors        |                  |
| C                                         | Bam Adebayo             | Miami Heat             |                  |
| C                                         | Domantas Sabonis        | Sacramento Kings       |                  |
| Entrenador: Joe Mazzulla (Boston Celtics) |                         |                        |                  |

### Entrenadores
El 30 de enero, se anunció que Joe Mazzulla, de los Celtics, sería el entrenador del equipo de la Conferencia Este (Team Giannis) por ser el mejor equipo del Este. El 1 de febrero se conoció que Michael Malone, de los Nuggets, sería el entrenador del equipo de la Conferencia Oeste (Team LeBron).

### Partido
En esta edición se utilizó el mismo formato que la edición de 2020; el equipo que anotara más puntos durante cada uno de los tres primeros cuartos de 12 minutos recibía un premio en metálico, que se donaba a una organización benéfica designada; el bote se volcaba si los equipos empataban. El último cuarto, sin cronómetro, se decidió a favor del primer equipo que alcanzara o superara una "puntuación objetivo" -la puntuación del equipo líder en anotación total después de tres cuartos más 24 puntos-.
| 19 de febrero de 2023 | Team Giannis                                                     | 184–175                               | Team LeBron                                                  | |  |
| 8:00 pm ET            | Parciales: 46–46, 53–46, 59–49, 26–34                            | Parciales: 46–46, 53–46, 59–49, 26–34 | Parciales: 46–46, 53–46, 59–49, 26–34                        | |  |
|                       | Estadísticas Jayson Tatum 55 Jayson Tatum 10 Donovan Mitchell 10 | Reporte Pts Reb Asts                  | Estadísticas Jaylen Brown 35 Jaylen Brown 14 Kyrie Irving 15 | Pabellón: Vivint Arena, Salt Lake City, Utah Asistencia: 17,886 espectadores Árbitros: #30 John Goble, #29 Mark Lindsay, #38 Michael Smith Televisión: TNT, TBS |  |

### Transmisión
El juego se transmitirá en vivo en varios canales, incluidos TNT y ESPN. Los servicios de transmisión también transmitirán el evento en vivo para sus suscriptores pagos. El juego también se puede transmitir en línea de forma gratuita.

## All-Star contest

### Celebrity Game
El Celebrity Game, patrocinado por Ruffles, se disputó el viernes 17 de febrero en el Jon M. Huntsman Center de Salt Lake City, un pabellón distinto al principal.
Participantes
| Jugador                                      | Profesión                         |
| -------------------------------------------- | --------------------------------- |
| Nicky Jam                                    | Icono de la música latina y actor |
| Jesser                                       | Creador de contenido              |
| Simu Liu                                     | Actor                             |
| DK Metcalf                                   | Jugador de la NFL                 |
| Hasan Minhaj                                 | Cómico                            |
| Janelle Monáe                                | Actriz, cantante y compositora    |
| Arike Ogunbowale                             | Jugadora de la WNBA               |
| 21 Savage                                    | Rapero                            |
| Ranveer Singh (2)                            | Actor                             |
| Frances Tiafoe                               | Tenista                           |
| Alex Toussaint (2)                           | Atleta                            |
| Capitán Honorífico: Dwyane Wade              |                                   |
| Entrenador: Giannis Antetokounmpo            |                                   |
| Entrenador Asistente: Thanasis Antetokounmpo |                                   |
| Entrenador Asistente: Alex Antetokounmpo     |                                   |
| Entrenadora Asistente: Lindsey Vonn          |                                   |

| Jugador                            | Profesión                                  |
| ---------------------------------- | ------------------------------------------ |
| Kane Brown (3)                     | Artista 5 veces ganador de los Premios AMA |
| Cordae                             | Rapero                                     |
| Diamond DeShields                  | Jugadora de la WNBA                        |
| Calvin Johnson                     | Exjugador de la NFL                        |
| Marcos Mion                        | Presentador de televisión                  |
| The Miz                            | Superestrella de la WWE                    |
| Everett Osborne                    | Actor                                      |
| Ozuna                              | Rapero                                     |
| Albert Pujols                      | Exjugador de la MLB                        |
| Guillermo Rodriguez                | Colaborador de Jimmy Kimmel Live!          |
| Sinqua Walls                       | Actor                                      |
| Capitán Honorífico: Ryan Smith     |                                            |
| Entrenador: Lisa Leslie            |                                            |
| Entrenador Asistente: Fat Joe      |                                            |
| Entrenador Asistente: Alex Bregman |                                            |

Partido
| 17 de febrero de 2023 | Team Ryan | 78–81 | Team Dwyane |                                                                         |
| 7:00 pm ET            |           |       |             |                                                                         |
|                       |           |       |             | Pabellón: Jon M. Huntsman Center, Salt Lake City, Utah Televisión: ESPN |

### Skills Challenge
El 14 de febrero de 2023, se anunciaron los tres equipos participantes al concurso Kia Skills Challenge: El 18 de febrero el Team Jazz se proclamó campeón del concurso.
Equipos
| Jugador                | Equipo          |
| ---------------------- | --------------- |
| Giannis Antetokounmpo  | Milwaukee Bucks |
| Alex Antetokounmpo     | Wisconsin Herd  |
| Thanasis Antetokounmpo | Milwaukee Bucks |
| Jrue Holiday           | Milwaukee Bucks |

| Jugador         | Equipo    |
| --------------- | --------- |
| Jordan Clarkson | Utah Jazz |
| Walker Kessler  | Utah Jazz |
| Collin Sexton   | Utah Jazz |

| Jugador          | Equipo          |
| ---------------- | --------------- |
| Paolo Banchero   | Orlando Magic   |
| Jaden Ivey       | Detroit Pistons |
| Jabari Smith Jr. | Houston Rockets |

1. 1 2  Giannis Antetokounmpo no participó debido a una lesión en la muñeca, siendo reemplazado por Jrue Holiday.[10]

### Three Point Contest
El 14 de febrero se anunciaron los participantes al concurso de triples. El 18 de febrero Damian Lillard se proclamó campeón del Starry 3-Point Contest.
| Pos. | Jugador           | Equipo                 | Altura         | Peso            | Primera ronda | Ronda final |
| ---- | ----------------- | ---------------------- | -------------- | --------------- | ------------- | ----------- |
| B    | Damian Lillard    | Portland Trail Blazers | 1,88 m (6′ 2″) | 88 kg (194 lb)  | 26            | 26          |
| B    | Buddy Hield       | Indiana Pacers         | 1,93 m (6′ 4″) | 100 kg (220 lb) | 23            | 25          |
| B    | Tyrese Haliburton | Indiana Pacers         | 1,96 m (6′ 5″) | 84 kg (185 lb)  | 31            | 17          |
| A    | Lauri Markkanen   | Utah Jazz              | 2,13 m (7′ 0″) | 109 kg (240 lb) | 20            | DNQ         |
| A    | Jayson Tatum      | Boston Celtics         | 2,03 m (6′ 8″) | 95 kg (209 lb)  | 20            | DNQ         |
| B    | Tyler Herro       | Miami Heat             | 1,96 m (6′ 5″) | 88 kg (194 lb)  | 18            | DNQ         |
| A    | Julius Randle     | New York Knicks        | 2,03 m (6′ 8″) | 113 kg (249 lb) | 13            | DNQ         |
| B    | Kevin Huerter     | Sacramento Kings       | 2,01 m (6′ 7″) | 90 kg (198 lb)  | 8             | DNQ         |
| B    | Anfernee Simons   | Portland Trail Blazers | 1,91 m (6′ 3″) | 82 kg (180 lb)  | DNP           | DNP         |

1. 1 2  Anfernee Simons no participó debido a una lesión en el tobillo, siendo reemplazado por Julius Randle.[11]

### Slam Dunk Contest
El 29 de enero se revelaron los cuatro participantes en el concurso. Finalmente Jericho Sims reemplazó al lesionado Shaedon Sharpe. El 18 de febrero Mac McClung se proclamó campeón del AT&T Slam Dunk.
| Pos. | Jugador           | Equipo                 | Altura          | Peso             | Primera ronda    | Ronda final    |
| ---- | ----------------- | ---------------------- | --------------- | ---------------- | ---------------- | -------------- |
| B    | Mac McClung       | Philadelphia 76ers     | 1,88 m (6′ 2″)  | 84 kg (185 lb)   | 99.8 (50+49.8)   | 100 (50+50)    |
| A    | Trey Murphy III   | New Orleans Pelicans   | 2,03 m (6′ 8″)  | 93.5 kg (206 lb) | 96 (46.6+49.4)   | 98 (48.8+49.2) |
| B    | Jericho Sims      | New York Knicks        | 2,08 m (6′ 10″) | 113 kg (249 lb)  | 95.4 (47.6+47.8) | DNQ            |
| A    | Kenyon Martin Jr. | Houston Rockets        | 2,01 m (6′ 7″)  | 98 kg (216 lb)   | 93.2 (46+47.2)   | DNQ            |
| B    | Shaedon Sharpe    | Portland Trail Blazers | 1,96 m (6′ 5″)  | 90 kg (198 lb)   | DNP              | DNP            |

1. 1 2  Shaedon Sharpe se retiró del concurso para enfocarse en la temporada con su equipo, siendo reemplazado por Jericho Sims.

### Rising Stars Challenge
El 31 de enero se anunciaron los participantes en el torneo, que formarán cuatro equipos, además de los entrenadores.
Participantes
| Jugador            | Equipo                |
| ------------------ | --------------------- |
| Paolo Banchero     | Orlando Magic         |
| Jalen Duren        | Detroit Pistons       |
| Tari Eason         | Houston Rockets       |
| AJ Griffin         | Atlanta Hawks         |
| Jaden Ivey         | Detroit Pistons       |
| Walker Kessler     | Utah Jazz             |
| Bennedict Mathurin | Indiana Pacers        |
| Keegan Murray      | Sacramento Kings      |
| Andrew Nembhard    | Indiana Pacers        |
| Jabari Smith Jr.   | Houston Rockets       |
| Jeremy Sochan      | San Antonio Spurs     |
| Jalen Williams     | Oklahoma City Thunder |

| Jugador         | Equipo                |
| --------------- | --------------------- |
| Jose Alvarado   | New Orleans Pelicans  |
| Scottie Barnes  | Toronto Raptors       |
| Ayo Dosunmu     | Chicago Bulls         |
| Josh Giddey     | Oklahoma City Thunder |
| Jalen Green     | Houston Rockets       |
| Quentin Grimes  | New York Knicks       |
| Bones Hyland    | Los Angeles Clippers  |
| Evan Mobley     | Cleveland Cavaliers   |
| Trey Murphy III | New Orleans Pelicans  |
| Alperen Şengün  | Houston Rockets       |
| Franz Wagner    | Orlando Magic         |

| Jugador           | Equipo             |
| ----------------- | ------------------ |
| Sidy Cissoko      | G League Ignite    |
| Mojave King       | G League Ignite    |
| Scoot Henderson   | G League Ignite    |
| Kenneth Lofton    | Memphis Hustle     |
| Mac McClung       | Philadelphia 76ers |
| Leonard Miller    | G League Ignite    |
| Scotty Pippen Jr. | South Bay Lakers   |

Equipos
| Pos.                  | Jugador            | Equipo               | R/S/GL    |
| --------------------- | ------------------ | -------------------- | --------- |
| G                     | Jose Alvarado      | New Orleans Pelicans | Sophomore |
| F                     | Paolo Banchero     | Orlando Magic        | Rookie    |
| F                     | Scottie Barnes     | Toronto Raptors      | Sophomore |
| G                     | Jaden Ivey         | Detroit Pistons      | Rookie    |
| G                     | Bennedict Mathurin | Indiana Pacers       | Rookie    |
| F                     | Keegan Murray      | Sacramento Kings     | Rookie    |
| G                     | Andrew Nembhard    | Indiana Pacers       | Rookie    |
| Entrenador: Pau Gasol |                    |                      |           |

| Pos.                    | Jugador          | Equipo                | R/S/GL    |
| ----------------------- | ---------------- | --------------------- | --------- |
| C                       | Jalen Duren      | Detroit Pistons       | Rookie    |
| F                       | Tari Eason       | Houston Rockets       | Rookie    |
| G                       | Josh Giddey      | Oklahoma City Thunder | Sophomore |
| G                       | Quentin Grimes   | New York Knicks       | Sophomore |
| F                       | Evan Mobley      | Cleveland Cavaliers   | Sophomore |
| F                       | Jabari Smith Jr. | Houston Rockets       | Rookie    |
| F                       | Jeremy Sochan    | San Antonio Spurs     | Rookie    |
| G                       | Jalen Williams   | Oklahoma City Thunder | Rookie    |
| Entrenador: Joakim Noah |                  |                       |           |

| Pos.                       | Jugador         | Equipo               | R/S/GL    |
| -------------------------- | --------------- | -------------------- | --------- |
| G                          | Ayo Dosunmu     | Chicago Bulls        | Sophomore |
| G                          | Jalen Green     | Houston Rockets      | Sophomore |
| G                          | AJ Griffin      | Atlanta Hawks        | Rookie    |
| G                          | Bones Hyland    | Los Angeles Clippers | Sophomore |
| C                          | Walker Kessler  | Utah Jazz            | Rookie    |
| F                          | Trey Murphy III | New Orleans Pelicans | Sophomore |
| C                          | Alperen Şengün  | Houston Rockets      | Sophomore |
| F                          | Franz Wagner    | Orlando Magic        | Sophomore |
| Entrenador: Deron Williams |                 |                      |           |

| Pos.                    | Jugador            | Equipo             | R/S/GL   |
| ----------------------- | ------------------ | ------------------ | -------- |
| G                       | Sidy Cissoko       | G League Ignite    | Prospect |
| G                       | Scoot Henderson    | G League Ignite    | Prospect |
| F                       | Mojave King        | G League Ignite    | Prospect |
| F                       | Kenneth Lofton Jr. | Memphis Hustle     | Prospect |
| G                       | Mac McClung        | Philadelphia 76ers | Prospect |
| F                       | Leonard Miller     | G League Ignite    | Prospect |
| G                       | Scotty Pippen Jr.  | South Bay Lakers   | Prospect |
| Entrenador: Jason Terry |                    |                    |          |

1. 1 2 3 4  Jalen Duren no pudo jugar debido a una lesión. Fue sustituido por Tari Eason.[14]
2. 1 2 3 4  Jalen Green no pudo jugar debido a una lesión. Fue sustituido por Ayo Dosunmu.[14]

Partido
|  | Semifinales | Semifinales |          |    | Final | Final |
|  |             |             |          |    |       |       |
|  |             |             |          |    |       |       |
|  |             |             |          |    |       |       |
|  | Team Pau    | 40          |          |    |       |       |
|  | Team Pau    | 40          |          |    |       |       |
|  | Team Deron  | 25          |          |    |       |       |
|  | Team Deron  | 25          | Team Pau | 25 |       |       |
|  |             |             | Team Pau | 25 |       |       |
|  |             | Team Joakim | 20       |    |       |       |
|  | Team Joakim | Team Joakim | 20       | 40 |       |       |
|  | Team Joakim |             |          | 40 |       |       |
|  | Team Jason  | 32          |          |    |       |       |
|  | Team Jason  | 32          |          |    |       |       |

El 17 de febrero se disputaron los encuentros del torneo donde el Team Pau se llevó la victoria y Jose Alvarado fue designado MVP.